# Annefors kapell
Annefors kapell är ett kapell i samhället Annefors. Det tillhör Bollnäs församling i Uppsala stift. Från 1867 till 1922 fanns en särskild kapellförsamling inom Bollnäs pastorat.

## Kapellet
När Annefors järnbruk anlades 1775 inreddes en bönesal på vinden i bruksinspektorens byggnad. Nuvarande träkapell uppfördes av patron Rettig och invigdes den 18 oktober 1857. Kapellet var en del av järnbruket. 
Kapellet består av långhus med rakt kor i öster och torn i väster. Öster om koret finns en vidbyggd sakristia som är lägre och smalare än koret. Långhuset täcks av ett mansardtak medan tornet har lanternin med en karnissvängd huv.

## Inventarier
- Predikstolen som finns bakom och över altaret.
- En målning av Erik Stenholm föreställande Stenfinn.

### Orgel
1857 köptes en orgel in ifrån hospitalskyrkan i Gävle. Orgeln var byggd 1801 av Pehr Strand, Stockholm och är en mekanisk orgel med slejflådor. Tonomfånget är på 54/27. Orgeln saknar fasadpipor. 
1960 ombyggdes orgeln av J Blomgren, Bollnäs.
| Manual           | Pedal      | Koppel  |
| Fugara 8'        | Subbas 16' | Man/Ped |
| Gedackt 8'       |            |         |
| Principal 4'     |            |         |
| Täckflöjt 4'     |            |         |
| Oktava 2'        |            |         |
| Kvinta 1 1⁄3'    |            |         |
| Klarinett 8' B/D |            |         |